# Lena Schneidewind
Lena Schneidewind (* 14. Juli 1995) ist eine deutsche Schauspielerin.
Schneidewind spielte in Folge 643 der Serie Schloss Einstein eine Austauschschülerin aus Schawnee. In den Folgen 659–740 (2011–2012) spielte sie die Schülerin Clara Fischer und Schwester des Erziehers Alexander Fischer.

## Filmografie
- 2011: KiKA Live Schloss Einstein Backstage
- 2011–2012: Schloss Einstein
- 2012: Heiter bis tödlich: Akte Ex (1 Folge)
- 2013: Stimmen im Kopf